# MTV Video Music Award a legjobb alternatív zenei videóért
Az MTV Video Music Award a legjobb alternatív zenei videóért díjat (Legjobb Alternatív Videóként is ismert) először 1992-ben adták át a Legjobb posztmodern videó utódjaként. 2020 előtt utoljára 1998-ban került átadásra, ezután a kategóriában jelölhető előadók és videók a Legjobb rock videó indultak. A kategória legnagyobb győztese kétségkívül a Nirvana, akik háromszor nyerték el a díjat, 1992-ben, 1993-ban és 1994-ben. A 2020-as díjátadóra hozták vissza a kategóriát.
| Év   | Győztes                                       | További jelöltek |
| ---- | --------------------------------------------- | --- |
| 1991 | Jane's Addiction — Been Caught Stealing       | - The Replacements — When It Began |
| 1992 | Nirvana — Smells Like Teen Spirit             | - The Soup Dragons — Divine Thing |
| 1993 | Nirvana — In Bloom                            | - Stone Temple Pilots — Plush |
| 1994 | Nirvana — Heart-Shaped Box                    | - The Smashing Pumpkins — Disarm |
| 1995 | Weezer — Buddy Holly                          | - Stone Temple Pilots — Interstate Love Song |
| 1996 | The Smashing Pumpkins — 1979                  | - Foo Fighters — Big Me |
| 1997 | Sublime — What I Got                          | - Nine Inch Nails — The Perfect Drug |
| 1998 | Green Day — Good Riddance (Time of Your Life) | - The Verve — Bitter Sweet Symphony |
| 2020 | Machine Gun Kelly – Bloody Valentine          | - The 1975 – If You’re Too Shy (Let Me Know) - All Time Low – Some Kind of Disaster - Lana Del Rey – Doin’ Time - FINNEAS – Let’s Fall in Love for the Night - Twenty One Pilots – Level of Concern |